# Kintampo
Kintampo o Kintapo és una ciutat de Ghana a la Regió de Brong-Ahafo. Kintampo té una població de 49.046 habitants
És una destinació turística per les notables Cascades de Kintampo. Fins al 1907 fou capital del Districte South del aleshores Protectorat dels Territoris del Nord de la Costa d'Or, però aquell any la capital va passar a Tamale. El 1988 fou capital del Districte de Kintampo però el 2004 es va segregar el Kintampo South District i la resta va ser reanomenada Kintampo North Municipal District, un dels 7 municipis dels 22 districtes de la regió Brong-Ahafo.